# Nek (langue)
Le nek est une langue papoue parlée en Papouasie-Nouvelle-Guinée, dans la province de Morobe.

## Classification
Le nek fait partie des langues finisterre, un des groupes des langues finisterre-huon, une des familles de langues papoues.

## Phonologie
Les  voyelles du nek sont :

### Voyelles
|           | Antérieure | Centrale | Postérieure |
| --------- | ---------- | -------- | ----------- |
| Fermée    | i [i]      |          | u [u]       |
| Mi-fermée | e [e]      | ə [ə]    | o [o]       |
| Ouverte   |            | a [a]    |             |

### Consonnes
Les consonnes du nek sont :
|              |                  | Bilabiales | Alvéolaires | Vélaires |
| ------------ | ---------------- | ---------- | ----------- | -------- |
| Occlusive    | Sourde           | p [p]      | t [t]       | k [k]    |
| Occlusive    | Sonore prénasal. | b [m͡b]     | d [n͡d]      | g [ŋ͡g]   |
| Fricative    | Sourde           |            | s [s]       |          |
| Fricative    | Sonore           |            | z [z]       | ɣ [ɣ]    |
| Nasale       | Nasale           | m [m]      | n [n]       | ŋ [ŋ]    |
| Latérale     | Latérale         |            | l [l]       |          |
| Semi-voyelle | Semi-voyelle     | w [w]      |             |          |

## Sources
- (en) Katri Linnasalo, 2003, Nek Phonology Essentials, Ukarumpa, SIL Papua New Guinea.
- (en) Anonyme, 2011, Nek Organized Phonological Data, manuscrit, Ukarumpa, SIL International.